# Semibugula enigmatica
Semibugula enigmatica är en mossdjursart som beskrevs av Gordon 1986. Semibugula enigmatica ingår i släktet Semibugula och familjen Candidae. Inga underarter finns listade i Catalogue of Life.